# غريغوري عطا
غريغوري عطا هو كاهن كاثوليكي لبناني (وحمل سابقاً جنسية الدولة العثمانية)، ولد في 14 أبريل 1815 في زحلة في لبنان، وتوفي في 3 ديسمبر 1899 في دمشق في سوريا.